# TiMER
TiMER is een Amerikaanse romantische komedie met een sciencefiction-element. Regisseur Jac Schaeffer schreef het verhaal hiervan zelf. Het Fort Collins TriMedia Festival 2009 verkoos TiMER tot beste film van het festival. Het Filmfestival van Sitges 2009 nomineerde de productie voor eenzelfde prijs.

## Verhaal
Begin 21ste eeuw laat een aanzienlijk deel van de Verenigde Staten een 'TiMER' plaatsen. Dit is een commercieel aangeboden implantaat ter grootte van een polsband aan de binnenkant van de arm. Als zowel een bezitter van een TiMER als zijn of haar 'ware liefde' een dergelijk apparaatje heeft, kunnen beide er exact op aflezen hoelang het nog duurt voor ze elkaar ontmoeten. Zolang de voorbestemde partner er echter geen of nog geen heeft, blijft het beeldscherm van een TiMER-bezitter leeg.
De bijna dertigjarige Oona O'Leary heeft een TiMER met een nog altijd leeg schermpje. Ze zoekt vol inzet naar haar ware door uit te gaan met mannen zonder TiMER en die binnen de kortste keren mee te slepen naar de kliniek om er een te plaatsen, zodat ze kan zien of hij 'hem' is. Relaties met mannen die op een dergelijk moment niet de goede blijken te zijn, stopt ze meteen. De klok op de TiMER van Oona's stiefzus en beste vriendin Steph loopt al wel, maar geeft nog meer dan vijftien jaar aan voor ze haar ware ontmoet. In plaats van puur naar die ene voorbestemde te zoeken, gaat zij allerlei ongecompliceerde avontuurtjes aan met verschillende mannen. Haar eigenlijk toch ook wel aanwezige teleurstelling over haar ellenlange wachttijd verbergt ze achter een grote mond en een stoere houding. Heimelijk koestert Steph steeds meer gevoelens voor Dan, een alleenstaande weduwnaar die regelmatig zijn vader bezoekt in het bejaardentehuis waarvoor Steph werkt als receptioniste. Dans vrouw is drie jaar eerder overleden. Hij heeft hier nog zo veel verdriet over dat hij geen TiMER heeft laten plaatsen; hij is niet bezig met een volgende vrouw. De charmes van Steph laten hem niettemin niet koud.
Wanneer Oona in de rij voor een kassa in een supermarkt staat, flirt de jongere caissière Mikey met haar. Ze ziet een TiMER op zijn pols die al loopt, waardoor hij niet haar ware kan zijn. Daarom wimpelt ze hem af en gaat ze weg. Steph moedigt Oona niettemin aan om gewoon te kijken of ze het leuk kan hebben met Mikey en zichzelf niet dood te staren op alleen die ene man die haar TiMER nog niet eens aankondigt en nog heel ver weg kan zijn. Na weer een teleurstelling met een verkeerde man, neemt Oona dat advies aan en begint ze een voorzichtige relatie met de jonge vrijdenker. Ze merkt dat ze daar meer plezier in heeft dan ze dacht, juist doordat ze geen verwachtingen koestert. Mikeys TiMER blijkt bovendien nep. Hij draagt een niet werkende, niet geïmplanteerde kopie om commentaar erover van anderen te ontlopen.
Oona en Steph besluiten om allebei hun TiMER te laten verwijderen, zodat ze zich daar niets meer van aan hoeven te trekken. Alleen net voordat een medewerker van de kliniek Oona's apparaatje weghaalt, springt het aan. Haar TiMER geeft aan dat ze haar ware de volgende dag gaat ontmoeten, op haar dertigste verjaardag. Op haar feestje blijkt het Dan te zijn, die daar is als afspraakje van haar stiefzus. Hij heeft op aandringen van Steph een dag eerder een TiMER laten plaatsen, omdat hij niet meer alleen wil zijn. Mikey rent vrijwel direct de deur uit. Oona gaat weg om alles te laten bekoelen.
Een paar dagen later is Stephs woede gezakt. Ze maakt Oona wakker. De zussen leggen het bij en besluiten dat ze elkaar belangrijker vinden dan de resultaten van de TiMER. Doordat Oona later uit bed is gekomen dan anders, arriveert ze ook op een ander tijdstip dan normaal op de atletiekbaan waar ze altijd rondjes loopt. Hierdoor loopt ze een estafetteteam tegen het lijf met hun coach, Dan. Ze raken aan de praat over de maskers die de estafettelopers op de achterkant van hun hoofd dragen. Dan kwam op het idee hiervoor naar aanleiding van een documentaire op televisie. Voor Oona is dat geen nieuws; zij heeft die ook gezien. De vonk springt over.

## Rolverdeling
- Emma Caulfield - Oona O'Leary
- John Patrick Amedori - Mikey Evers
- Michelle Borth - Steph Depaul
- Desmond Harrington - Dan
- Scott Holroyd - Brian
- JoBeth Williams - Marion Depaul
- Hayden McFarland - Jesse Depaul
- Tom Irwin - Paul Depaul
- Sandra Marquez - Luz Morales
- Ciro Suarez - Eduardo Morales
- Bianca Brockl - Soledad Morales
- Kali Rocha - Matchmaker Patty
- David Doty - Matchmaker Ron
- Forest Erickson - Eric
- Celene Lee - Tammi
- Christine Joaquin - Cindy
- Jay Jay Ellis - Priscilla
- Kelvin Yu - Nelson
- Joey Siara - Retch
- Noah Green - Greggy
- Matthew Eckel - T.J.
- Andrew Siara - Zuckerman
- Donna Hardy - Sadie
- John Ingle - Dutch
- Nicki Norris - Delphine
- Muse Watson - Rick O'Leary